# Prismatomeris glabra
Prismatomeris glabra là một loài thực vật có hoa trong họ Thiến thảo. Loài này được (Korth.) Valeton miêu tả khoa học đầu tiên năm 1910.